# Studio Bind
Studio Bind Inc. (jap. 株式会社スタジオバインド Kabushiki gaisha Sutajio Baindo) – japońskie studio animacji założone w listopadzie 2018 jako wspólne przedsięwzięcie studiów White Fox i Egg Firm.

## Historia
Studio zostało założone w listopadzie 2018 jako wspólne przedsięwzięcie studia animacji White Fox i firmy produkcyjnej, planującej i zarządzającej Egg Firm. Pierwszą produkcją studia było anime Karakuri Circus (odcinki 22 i 31), natomiast pierwszym projektem jako głównego studia animacji jest Mushoku Tensei, które zadebiutowało w 2021.
31 stycznia 2021 Nobuhiro Osawa, dyrektor generalny Egg Firm i główny producent Mushoku Tensei, oświadczył, że powstało nowe studio produkcyjne dla Mushoku Tensei. W październiku 2019 firma Egg Firm wyjaśniła, dlaczego zdecydowała się na utworzenie oddzielnego studia od istniejącego White Fox, stwierdzając, że potrzebowali systemu, który pozwoliłby im posuwać się naprzód z projektem w sposób ciągły, długoterminowy i systematyczny, dzięki czemu będą mogli bardziej skoncentrować się na produkcji Mushoku Tensei.

## Produkcje

### Seriale telewizyjne
| Rok  | Tytuł                         | Reżyser(zy)                                        | Liczba odcinków | Uwagi                                                            | Przypisy |
| ---- | ----------------------------- | -------------------------------------------------- | --------------- | ---------------------------------------------------------------- | -------- |
| 2021 | Mushoku Tensei                | Manabu Okamoto                                     | 23              | Na podstawie light novel autorstwa Rifujin na Magonote.          | [ 4 ]    |
| 2023 | Onii-chan wa oshimai!         | Shingo Fujii                                       | 12              | Na podstawie mangi autorstwa Nekotofu.                           | [ 5 ]    |
| 2023 | Mushoku Tensei II             | Manabu Okamoto (część 1) Ryōsuke Shibuya (część 2) | 25              | Sequel Mushoku Tensei.                                           | [ 6 ]    |
| 2025 | Hana wa saku, shura no gotoku | Ayumu Uwano                                        | 12              | Na podstawie mangi autorstwa Ayano Takedy z ilustracjami Musshu. | [ 7 ]    |
| 2025 | Ruri Rocks                    | Shingo Fujii                                       | 12              | Na podstawie mangi autorstwa Keiichirō Shibuyi.                  | [ 8 ]    |
| 2026 | Mushoku Tensei III            | Ryōsuke Shibuya                                    | nieznana        | Sequel Mushoku Tensei II.                                        | [ 9 ]    |

### OVA
| Rok  | Tytuł          | Reżyser(zy)    | Liczba odcinków | Uwagi                                                   | Przypisy |
| ---- | -------------- | -------------- | --------------- | ------------------------------------------------------- | -------- |
| 2022 | Mushoku Tensei | Manabu Okamoto | 1               | Na podstawie light novel autorstwa Rifujin na Magonote. | [ 10 ]   |